# 가와이 슈토
가와이 슈토(일본어: 河合 秀人, 1993년 10월 1일 ~ )는 일본의 축구 선수이다.

## 구단 경력
그는 2016년부터 2023년까지 J리그의 가이나레 돗토리, AC 나가노 파르세이루, FC 류큐, 마쓰모토 야마가 FC, 몬테디오 야마가타에서 활동하였다.